# 11588 Gottfriedkeller
11588 Gottfriedkeller è un asteroide della fascia principale. Scoperto nel 1994, presenta un'orbita caratterizzata da un semiasse maggiore pari a 3,1861794 UA e da un'eccentricità di 0,1610323, inclinata di 5,97947° rispetto all'eclittica.